# Дочери Пресвятой Девы Марии на горе Кальвария

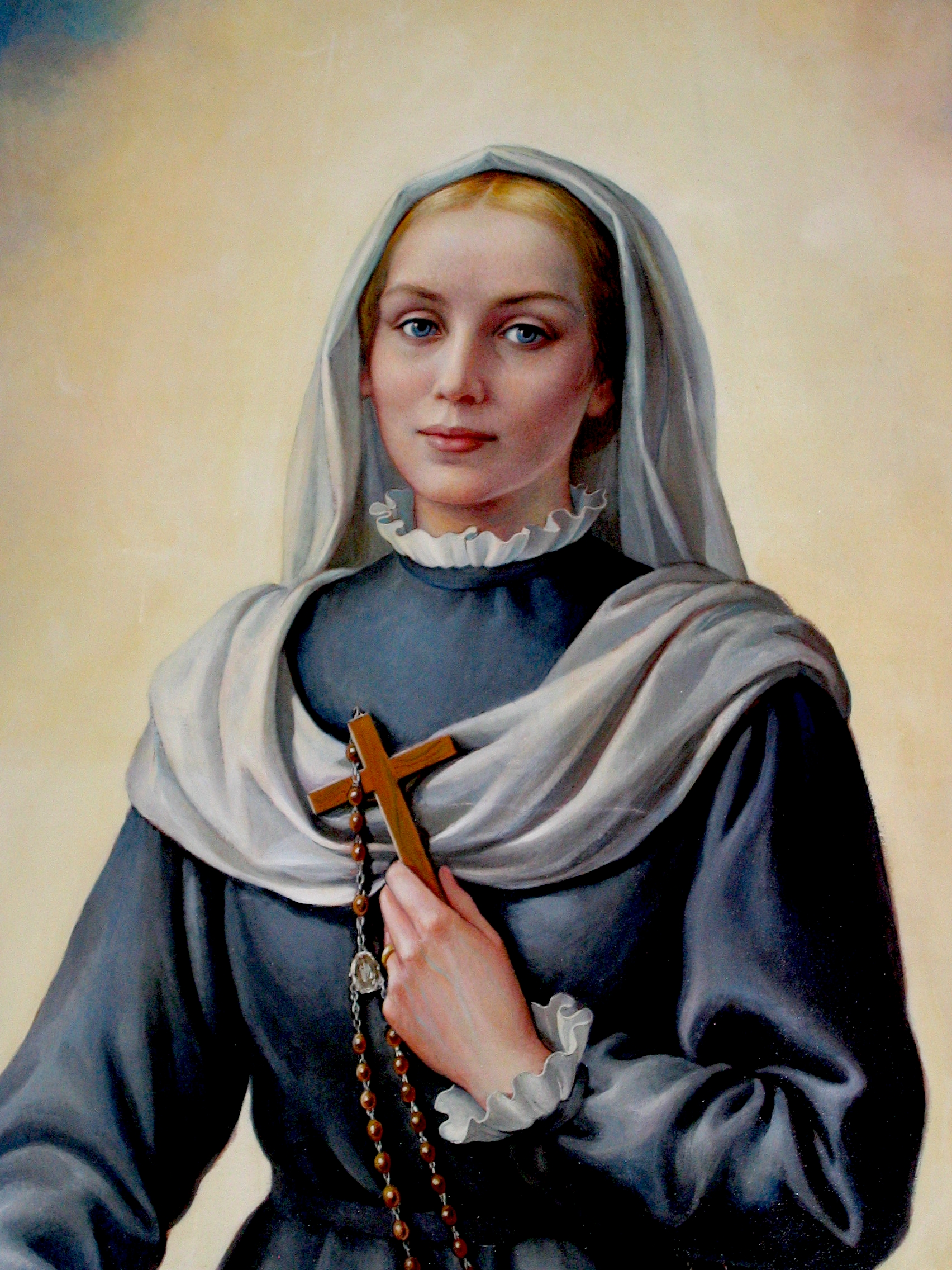
Основательница конгрегации Дочерей Пресвятой Девы Марии на горе Голгофа Вирджиния Чентурионе Брачелли

Дочери Пресвятой Девы Марии на горе Кальвария (итал.  Figlie di Nostra Signora al Monte Calvario, FNSMC) — женская монашеская конгрегация понтификального права. Конгрегация считает своей основательницей святую Вирджинию Чентурионе Брачелли.

## История
В 1827 году от монашеской конгрегации «Сёстры Пресвятой Девы Марии Убежища на горе Кальвария» отделилась группа женщин, которая занималась благотворительной деятельностью по просьбе Римского папы Льва XIII при базилике Санта-Мария-дельи-Анджели-э-дей-Мартири. Эта женская община стала называться как «Дочери Пресвятой Девы Марии на горе Кальвария». 20 октября 1883 года Римский папа Лев XIII дал разрешение этой общине заниматься благотворительной деятельностью при церкви святого Норберта в римском районе Монти.
В 1838 году в Риети был открыт ещё один монашеский дом конгрегации, который стал называться «Приют святого Давида». В 1834 году в Витербо был открыт следующий монашеский дом.
3 июля 1843 года Святой Престол одобрил декретом «Decretum laudis» деятельность монашеской конгрегации Дочерей Пресвятой Девы Марии на горе Кальвария, после чего стали возникать многочисленные монашеские общины по всей Италии.
В 1928 году в Бразилии был основан первый монашеский дом, который стал первой общиной конгрегации за пределами в Италии.

## В настоящее время
В настоящее время Дочери Пресвятой Девы Марии на горе Кальвария занимаются духовной и благотворительной деятельностью в школах, больницах, детских домах и домах престарелых.
Генеральный монашеский дом конгрегации находится в Риме. Монашеские общины конгрегации действуют в Польше, Аргентине, Бразилии, Сальвадоре, Никарагуа, Камеруне, Израиле и на Филиппинах.
На 31 декабря 2008 года в конгрегации было 493 сестёр в 87 монашеской общинах.

## Источник
- Annuario Pontificio, Libreria Editrice Vaticana, Città del Vaticano 2003, стр. 1473, ISBN 978-88-209-8355-0.
- Guerrino Pelliccia e Giancarlo Rocca (curr.), Dizionario degli istituti di perfezione (10 voll.), Edizioni paoline, Milano 1974—2003.